# Apinagia spruceana
Apinagia spruceana là một loài thực vật có hoa trong họ Podostemaceae. Loài này được (Wedd.) Engl. mô tả khoa học đầu tiên năm 1930.